# Banatska Subotica
Banatska Subotica (srpski: Банатска Суботица, mađarski: Krassószombat) je naselje u Banatu, u Vojvodini, u sastavu općine Bela Crkva.

## Stanovništvo
Prema popisu stanovništva iz 2002. godine u naselju Banatska Subotica živi 200 stanovnika, od čega 165 punoljetna stanovnika s prosječnom starosti od 46,2 godina (46,5 kod muškaraca i 46,0 kod žena). U naselju ima 83 domaćinstava, a prosječan broj članova po domaćinstvu je 2,41. Većinsko stanovništvo su Srbi (85,0%), a manjinsko Mađari (5,5%), Romi (4,0%), Česi (2,0%), Rumunji (1,0%), Jugoslaveni (1,0%) i Nijemci (0,5%).
| broj stanovnika | 516   | 536   | 505   | 479   | 372   | 280   | 200   |
|                 | 1948. | 1953. | 1961. | 1971. | 1981. | 1991. | 2002. |

## Vanjske poveznice
- Karte, udaljenosti i vremenska prognoza